# El emperador está desnudo
El emperador está desnudo (título original : The Emperor Wears No Clothes) es un ensayo de Jack Herer, comenzado en 1973 y publicado en 1985.
Jack Herer siguió los consejos de su amigo "el capitán" Ed Adair y comenzó a compilar notas e información relativa al cannabis y a sus numerosos usos. Después de una docena de años de obtención y recopilación de datos históricos, Herer publicó su trabajo bajo el nombre "The emperor wears no clothes" en 1985. La undécima edición se publicó en noviembre de 2000, y el libro continúa siendo citado en los debates para la reclasificación del cannabis y de los esfuerzos de relegalización del cáñamo.

## Título
Su título hace referencia a un cuento de Hans Christian Andersen, El traje nuevo del emperador.